# Škrljevo (Chorwacja)
Škrljevo – wieś w Chorwacji, w żupanii primorsko-gorskiej, w mieście Bakar. W 2011 roku liczyła 1344 mieszkańców.